# Opius matthaei
Opius matthaei är en stekelart som beskrevs av Fischer 1968. Opius matthaei ingår i släktet Opius och familjen bracksteklar. Inga underarter finns listade i Catalogue of Life.